# アウグスト (プファルツ＝ズルツバッハ公)
アウグスト（August, 1582年10月2日 - 1632年8月14日）は、プファルツ＝ズルツバッハ公。プファルツ＝ノイブルク公フィリップ・ルートヴィヒとユーリヒ＝クレーフェ＝ベルク公ヴィルヘルム5世の娘アンナの次男。ヴォルフガング・ヴィルヘルムの弟、ヨハン・フリードリヒの兄。
1614年の父の死後、遺領のうちズルツバッハを相続、プファルツ＝ズルツバッハ公国を興した。

## 子女
1620年、シュレースヴィヒ＝ホルシュタイン＝ゴットルプ公ヨハン・アドルフの娘ヘートヴィヒと結婚、7人の子を儲けた。
- アンナ・ゾフィー（1621年 - 1675年） - ヨアヒム・エルンスト・フォン・エッティンゲンと結婚。
- クリスティアン・アウグスト（1622年 - 1708年）
- アドルフ・フリードリヒ（1623年 - 1624年）
- アウグステ・ゾフィー（1624年 - 1682年） - ヴェンツェル・オイゼビウス・フォン・ロプコヴィッツと結婚。
- ヨハン・ルートヴィヒ（1625年 - 1649年）
- フィリップ・フローリヌス（1630年 - 1703年） - オーストリアの将軍
- ドロテア・スザンナ（1631年 - 1632年）